# Cnodocentron ideolus
Cnodocentron ideolus is een schietmot uit de familie Xiphocentronidae. De soort komt voor in het Neotropisch gebied.